# Museo olimpico
Il museo olimpico (in francese Musée olympique) si trova a Losanna, in Svizzera, ed è dedicato alla storia dei Giochi olimpici antichi e moderni (sia estivi che invernali).
Fu inaugurato il 23 giugno 1993 sotto la presidenza CIO dello spagnolo Juan Antonio Samaranch.
Il museo accoglie mediamente 200.000 visitatori l'anno ed è stato eletto "museo europeo dell'anno" nel 1995.

## Caratteristiche
La storia dei Giochi olimpici è illustrata attraverso foto e filmati d'epoca, medaglie originali (donate dagli atleti), francobolli e cimeli vari.
Il museo è circondato da un parco, dove sono esposte varie sculture a tema sportivo, opere di vari autori, quali: Fernando Botero (Jeune Fille a la Balle), August Rodin (The American Athlete), Niki de Saint Phalle (Les Footballeurs), Jean Tinguely, Lucien Wercollier (Altius).
Nel museo si trova anche una biblioteca ed un ristorante, con vista sul Lago Lemano.

## Storia
Voluto da Juan Antonio Samaranch, il museo aprì i battenti il 23 giugno 1993: all'inaugurazione, spettò alla pattinatrice tedesca Katarina Witt accendere il fuoco olimpico, che arde tuttora.
Nel 1995, il museo venne eletto dal Consiglio europeo museo europeo dell'anno e ricevette per l'occasione in dono per un anno la scultura di Henry Moore The Egg.
Nel 2001, il museo registrò il maggior numero di visitatori, che furono 211.360.